# Sziwarowo
Sziwarowo (bułg. Шиварово) – wieś w Bułgarii, w obwodzie Burgas, w gminie Ruen. W 2023 roku liczyła 299 mieszkańców.